# Mamadam (Brokopondostuwmeer)
Mamadam was een waterval en is een gebied aan het Brokopondostuwmeer in Suriname.
Als waterval werd het ook wel Sisaboval of Mamadamval genoemd.
Sinds de aanleg van het stuwmeer is een deel van Mamadam droog gebleven. Het wordt, samen met de gebieden rondom het stuwmeer, vanuit Brownsweg aangedaan met de medische boot Profosu van de Medische Zending. Het stuwmeer bij Mamadam is in trek bij sportvissers.